# Eduard Sacher

Eduard Sacher

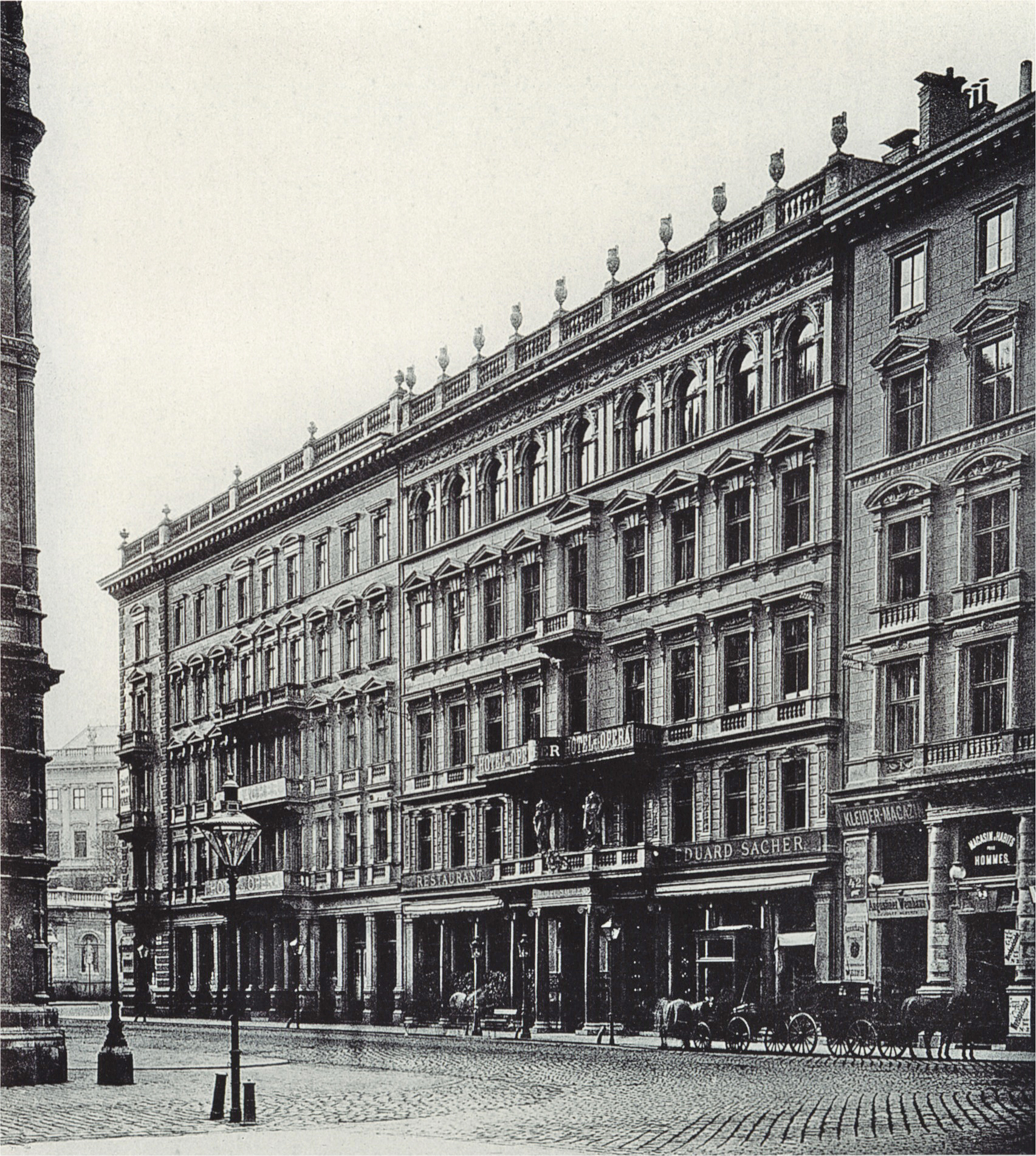
Das Hotel Sacher um 1890

Kaffee-Restaurant Konstantinhügel im k. k. Prater

Eduard Sacher (* 8. Februar 1843 in Zseliz, Oberungarn; † 22. November 1892 in Wien) war ein österreichischer Gastronom und Hotelier.

## Leben
Eduard Sacher wurde als zweiter von drei Söhnen von Franz Sacher und dessen Gattin Rosalia geb. Wieninger Anfang Februar 1843 im oberungarischen Zseliz geboren. Sein Vater, dem die Erfindung der Sachertorte zugeschrieben wird, stand zu dieser Zeit als Jungkoch im Dienste der Gräfin Esterhazy und so kam es, dass der Filius im Gesindetrakt des dortigen Schlosses Esterhazy das Licht der Welt erblickte.
Seine ersten Berufserfahrungen sammelte Eduard Sacher in der Feinkosthandlung seines Vaters, welcher dieser Anfang der 1850er-Jahre in der Wiener Weihburggasse eröffnet hatte.
Danach absolvierte Eduard eine Kochlehre im Wiener Palais Schwarzenberg sowie eine Ausbildung beim k.u.k. Hofzuckerbäcker Demel und brachte dort die Sachertorte, die sein Vater als Lehrbub im Dienste des Fürsten Metternich kreiert hatte, zu ihrer Vollendung in der heutigen bekannten Form. Nach einigen Jahren Auslandspraxis in Lyon, Paris und London ehelichte Sacher nach seiner Rückkehr am 10. November 1863 seine erste Ehefrau Hermine Patzinger, eine Gastwirtstochter aus dem Wiener Vorort Wieden in der dortigen Pfarrkirche, die ihm 1867 den Sohn Eduard Franz Xaver Sacher (* 1867) schenkte.
1864 betrieb Sacher zunächst eine kleine Gastwirtschaft in Döbling, bevor er 1865 Räume im Erdgeschoß des damals neu errichteten Palais Todesco in der Verlängerung der Kärntnerstraße in der Wiener Innenstadt mietete, um hier nach dem Vorbild seines Vaters eine Delikatessen- und Weinhandlung mit einem Dejeuners-, Diners- und Soupers-Lieferdienst (heute würde man das als Catering-Service bezeichnen) zu eröffnen. Acht Jahre später, inzwischen zum K. u. k. Hoflieferant ernannt, richtete der rührige Unternehmer 1873 in seinem Delikatessengeschäft ein Restaurant nach Pariser Vorbild mit Chambres séparées ein, in denen vor allem vertrauliche Angelegenheiten besprochen wurden.
Auf der Pariser Weltausstellung im Jahre 1867 leitete Sacher vorübergehend das „Restaurant Dreher“ und pachtete 1871 die Restauration „am Konstantinhügel“ im Wiener Prater, ab 1895 als „Sachergarten“ bezeichnet, wo u. a. die Könige von Sachsen, Württemberg, Griechenland und Spanien sowie Kaiser Wilhelm I. als Gäste verkehrten. Auch leitete er während der Wiener Weltausstellung 1873 das große Rotundenbuffet sowie drei Buffets in der Maschinenhalle. Nachdem das ehemalige Kärntnertortheater direkt gegenüber der k. u. k. Hofoper abgerissen worden war, errichtete die Union-Baugesellschaft durch den Architekten Wilhelm Fraenkel in den Jahren 1874-1876 Eduard Sacher’s Hôtel de l’Opera in der Augustinerstraße Nr. 4 (heute Philharmonikerstraße), welches 1876 eröffnet wurde und wegen seiner exklusiven Eleganz und hervorragenden Küche sich reger Beliebtheit erfreute.
Nach dem Tod von Eduard Sachers Gattin Hermine, die im jungen Alter von 35 Jahren 1877 in Baden verstorben war heiratete der nunmehrige Witwer im Februar 1880 Fräulein Anna Fuchs, eine Fleischhauerstochter aus der Wiener Leopoldstadt im Stephansdom zu Wien. Aus dieser Ehe entstammten die Kinder Eduardine (1880-1888), Anna Sacher verh. Schuster (1882-1902) und Eduard Sacher jun. (1883-1956). Anna und Eduard Sacher gelang es, das Hotel in der Wiener Innenstadt als Treffpunkt der vornehmen Wiener und internationalen Gesellschaft weiter zu etablieren. Im Jahre 1881 erweiterte Sacher im Prater sein Restaurant „am Hügel“ um den daneben liegenden „Waldsteingarten“, welcher eine herrliche Aussicht auf die Praterhaupt- und Reitallee bot. Anno 1884 war Eduard Sacher einer der Initiatoren und Präsident der Ersten Wiener Kochkunstausstellung in den Räumen der Gartenbaugesellschaft. Auch gründete er den Unterstützungsverein der Gastwirte und Hoteliers und wurde dessen Präsident. Sein Bruder Carl Sacher gründete 1882 die „Pension und Wasserheilanstalt Helenenthal“ in Baden bei Wien, welche später als „Hotel Sacher - Baden“ bezeichnet wurde. Anlässlich einer Repräsentationsreise von Kronprinz Rudolf und dessen Gattin Stephanie auf den Balkan im Jahre 1884 heuerte der serbische König Milan I. extra Eduard Sacher für deren Aufenthalt und leibliches Wohl am Belgrader Hof an, wofür diesem der königliche serbische Takowa-Orden verliehen wurde.
Eduard Sacher verstarb 1892 in seinem Hotel an den Folgen einer Lungenentzündung und wurde unter reger Anteilnahme der Öffentlichkeit in der Familiengruft am Badener Helenenfriedhof zur letzten Ruhe bestattet. Nach seinem Tod benannte seine Gattin Anna Sacher das Hôtel de l’Opera in Hotel Sacher um, führte es als Witwenbetrieb weiter und verhalf dem Hotel, gemeinsam mit ihrem Schwiegervater Franz Sacher, zu Weltruhm.

## Ehrungen
- 1884 Verleihung des königlich serbischen Takowa-Orden[21]
- 1886 Verleihung des persischen Sonnen- und Löwen-Orden[25]
- 1891 Verleihung des goldenen Verdienstkreuzes[26]